# 柳調
柳调（?—?），隋朝大臣，出自河东柳氏，柳昂的儿子。
柳调起家担任秘书郎，不久转任侍御史。左仆射杨素曾经在朝堂见到柳调，于是独自吟诵：“柳条通体弱，独摇不须风。”柳调断起手板正色说：“柳调确无可取之处，杨公不当用我为侍御史；柳调有可取之处，不应这样发言。杨公万民瞩目，枢机要务怎可轻易发表！”杨素于是看重他。隋炀帝嗣位，升迁为尚书左司郎。当时朝廷纲纪不振，朝士多贪赃财物，只有柳调清廉守常，被当时所称美。但在才干实用方面，不是柳调所长。隋炀帝被宇文化及所杀，又被窦建德击败，柳调归附窦建德。窦建德任命隋朝的黄门侍郎裴矩为左仆射，掌管官吏的选拔，兵部侍郎崔君肃为侍中，少府令何稠为工部尚书，右司郎中柳调为尚书左丞，虞世南为黄门侍郎，欧阳询为太常卿。